# 아네르스 드라위에르
아네르스 라우스트룹 드라위에르(덴마크어: Annders Laustrup Dreyer, 1998년 5월 2일 ~ )는 덴마크의 축구 선수로, 벨기에 프로 리그의 안데를레흐트와 덴마크 국가대표팀에서 활약하고 있다.
라이트 윙어인 드라위에르는 이전에 에스비에르 fB, 브라이턴 & 호브 앨비언, 세인트 미렌, 헤이렌베인, 미트윌란, 루빈 카잔에서 뛰었다.

## 구단 경력

### 에스비에르 fB
2016년 9월 20일, 에스비에르 fB는 드라위에르의 계약을 2018년까지 1년 연장했음을 확인했지만, 그는 U-19 팀에서 계속 뛰었다.
2017년 4월 2일, 덴마크 수페르리가의 라네르스와의 경기에서 아워 마빌과 교체되어 들어가면서 데뷔 전을 치렀다. 그는 2017년 4월 22일, AC 호르센스와의 경기에서 에스비에르에서의 첫 골을 기록했다.

### 미트윌란
2020년 1월 6일, 미트윌란은 드라위에르가 덴마크로 돌아왔고, 클럽과 4년 반 계약을 맺었다고 발표했다. 그는 클럽에서의 첫 두 경기에서 2골 1도움을 기록하며 강력한 주전으로 활약했고, 2020년 2월 덴마크 수페르리가 이달의 선수로 선정되었다.

### 안데를레흐트
2023년 1월 15일, 드라위에르는 벨기에의 안데를레흐트와 4년 6개월 계약을 맺었다.

## 국가대표팀 경력
2020년 11월, 그는 스웨덴과의 친선 경기를 위해 카스페르 율만의 수석 선수단에 소집되었는데, 그 중에서도 코로나19 제한으로 인해 잉글랜드에서 뛰고 있는 덴마크 국가대표팀 선수들이 여러 차례 취소되었고, 이로 인해 여러 국가대표팀 선수들이 격리되었다.
그는 2021년 11월 12일 페로 제도와의 2022년 FIFA 월드컵 예선 전에서 데뷔 전을 치렀다.